# 佐々木頼綱
佐々木 頼綱（ささき よりつな）は、鎌倉時代中期の武将・御家人。近江国守護。近江源氏庶流佐々木氏の本家六角氏2代当主。六角頼綱とも呼ばれる。

## 生涯
仁治3年（1242年）、佐々木泰綱の子として誕生。建長2年（1250年）12月3日に北条時頼邸で元服、時頼から偏諱（「頼」の字）を受けて頼綱と名乗り、その翌年から鎌倉幕府に出仕して左衛門尉、備中守に任じられた。建治元年（1275年）京都若宮八幡宮社の新宮建築に当たり、御家人に費用の捻出が求められ、70貫の費用を提供した。
建治3年（1277年）の北条貞時（時頼の孫）の元服式に立ち会い、六波羅評定衆に加わった。近江に郡代を設置したり不入だった竹生島の寺社領徴税を行うなど守護権の強化も進めた。
ところが、徳治2年（1307年）に興福寺と領土問題で対立、興福寺衆徒が神木を奉じて強訴する騒ぎに発展したため、徳治3年（1308年）7月に尾張国に配流され、2年後の延慶3年12月24日（1311年1月22日）に失意の内に死去。享年69。
長男の頼明（よりあき）は弘安8年（1285年）の霜月騒動で安達氏に与したとして既に廃嫡されており、他の息子達も早世したため、家督は末子の時信が継承した。